# J.A.R.
Singles de Green Day
She
(1995) Geek Stink Breath
(1995)
J.A.R. (Jason Andrew Relva) est un single du groupe de punk rock californien Green Day. Jason Andrew Relva était un ami d'enfance du bassiste du groupe, Mike Dirnt, qui est mort le 18 avril 1992 à l'âge de 19 ans des suites d'un accident de voiture. Mike Dirnt a écrit la chanson en souvenir de son ami. La chanson a atteint la première place du palmarès Modern Rock Tracks du Billboard magazine le 26 août 1995.
La chanson figure au générique de fin du film Angus. Elle figure aussi sur International Superhits!, la compilation de singles de Green Day parue en 2001.